# Draw the Line
Draw the Line je páté studiové album americké rockové skupiny Aerosmith. Album vyšlo v prosinci 1977 u vydavatelství Columbia Records. Album produkoval Jack Douglas společně se skupinou Aerosmith. Autorem obalu alba je Al Hirschfeld. V žebříčku Billboard 200 se umístilo nejlépe na jedenáctém místě. Alba se do roku 1996 prodalo přes 2 miliony kopií a získalo dvě platinové desky (RIAA).

## Seznam skladeb
| Strana 1 (LP) | Strana 1 (LP)       | Strana 1 (LP)                     | Strana 1 (LP) |
| Pořadí        | Název               | Autor                             | Délka         |
| ------------- | ------------------- | --------------------------------- | ------------- |
| 1.            | Draw the Line       | Steven Tyler, Joe Perry           | 3:23          |
| 2.            | I Wanna Know Why    | Tyler, Perry                      | 3:09          |
| 3.            | Critical Mass       | Tyler, Tom Hamilton, Jack Douglas | 4:53          |
| 4.            | Get It Up           | Tyler, Perry                      | 4:02          |
| 5.            | Bright Light Fright | Perry                             | 2:19          |

| Strana 2 (LP) | Strana 2 (LP)       | Strana 2 (LP)                                        | Strana 2 (LP) |
| Pořadí        | Název               | Autor                                                | Délka         |
| ------------- | ------------------- | ---------------------------------------------------- | ------------- |
| 1.            | Kings and Queens    | Tyler, Brad Whitford, Hamilton, Joey Kramer, Douglas | 4:55          |
| 2.            | The Hand That Feeds | Tyler, Whitford, Hamilton, Kramer, Douglas           | 4:23          |
| 3.            | Sight for Sore Eyes | Tyler, Perry, Douglas, David Johansen                | 3:56          |
| 4.            | Milk Cow Blues      | Kokomo Arnold                                        | 4:14          |

## Obsazení
Aerosmith
- Steven Tyler – zpěv, doprovodný zpěv
- Joe Perry – sólová kytara, doprovodný zpěv, zpěv
- Brad Whitford – rytmická kytara
- Tom Hamilton – basová kytara
- Joey Kramer – bicí

Ostatní hudebníci
- Stan Bronstein – saxofon
- Scott Cushnie – klavír
- Jack Douglas – mandolína
- Karen Lawrence – klávesy, doprovodný zpěv
- Paul Prestopino – banjo